# Управление природы и парков Израиля
Управление природы и парков Израиля (ивр. רשות הטבע והגנים‎) — израильская государственная организация, цель которой сохранение и сбережение природы, природных ресурсов, заповедников и национальных парков. Организация была создана в результате объединения двух органов — Управления заповедников и Управления национальных парков, которые были основаны в 1963 году, а объединены — в 1998 году.